# Rhinosardinia amazonica
Rhinosardinia amazonica és una espècie de peix pertanyent a la família dels clupeids.

## Descripció
- Pot arribar a fer 8 cm de llargària màxima (normalment, en fa 5).
- 13-21 radis tous a l'aleta dorsal i 15-18 a l'anal.
- Cos platejat amb el cap blanc groguenc.[5][6][7]

## Alimentació
Menja zooplàncton.

## Hàbitat
És un peix d'aigua dolça i salabrosa, pelàgic i de clima tropical (10°N-8°S, 69°W-47°W).

## Distribució geogràfica
Es troba a Sud-amèrica: rius de les Guaianes, Orinoco i, també, l'Amazones al seu pas per Pará (el Brasil).

## Observacions
És inofensiu per als humans.